# Sissi Flegel
Sissi Flegel (* 18. August 1944 in Schwäbisch Hall; † 5. Juli 2021 nahe Stuttgart) war eine deutsche Schriftstellerin, die neben ihren Romanen für erwachsene Leser erfolgreich zahlreiche Kinder- und Jugendbücher veröffentlichte. Bekannt wurde Sissi Flegel mit dem Roman über den Keltenfürsten von Hochdorf Der dritte Löwe sowie mit ihren Jugendbüchern in der Bestsellerreihe Freche Mädchen – freche Bücher des Thienemann-Esslinger Verlags. Weitere Bestsellererfolge feierte sie 2017 mit ihrem Roman Die Geheimnisse der Sommerfrauen im dotbooks Verlag.

## Biographie
Sissi Flegel wuchs im Schwäbischen und im Württembergischen Allgäu auf und studierte Deutsch, Englisch und Geschichte an einer Pädagogischen Hochschule. Danach arbeitete sie als Grund- und Hauptschullehrerin und war am Landesinstitut für Erziehung und Unterricht in Stuttgart tätig. In ihrer freien Zeit schrieb sie Artikel und Erzählungen und beschloss bald, die Schriftstellerei zu ihrem Hauptberuf zu machen. 1982 erschien ihr erstes Jugendbuch im Ensslin und Laiblin Verlag, 1988 erhielt sie den Literaturpreis der Stadt Dinkelsbühl. Ab 1989 schrieb Sissi Flegel für den Thienemann-Esslinger Verlag und war dort mit ihren Romanen in der Jugendbuchreihe Freche Mädchen – freche Bücher und der Kinderbuchreihe Buchpiraten sehr erfolgreich: Die Reihen wurden in 14 Sprachen übersetzt. Seit 2008 erscheinen Sissi Flegels Kinder- und Jugendbücher bei cbj Randomhouse und seit 2014 als E-Books im dotbooks Verlag. Sissi Flegel schrieb in ihren letzten Jahren für den dotbooks Verlag und den Silberburg-Verlag ausschließlich Romane für erwachsene Leser; ihr Bestsellerroman Die Geheimnisse der Sommerfrauen erschien 2017 als E-Book bei dotbooks. Sissi Flegel starb unerwartet im Juli 2021 im Alter von 76 Jahren.

## Werke
Sissi Flegel schrieb mehr als 40 Romane, darunter auch ihr Bestsellererfolg Die Geheimnisse der Sommerfrauen im dotbooks Verlag und ihre Jugendbücher für die Bestsellerreihe Freche Mädchen – freche Bücher im Thienemann-Esslinger Verlag. Viele ihrer Kinder- und Jugendbücher wurden in Fremdsprachen übersetzt, u. a. ins Katalanische, Spanische, Türkische, Koreanische, Slowenische, Englische, Tschechische und Polnische. Ihr Jugendroman Im Zauber des Labyrinths wurde zusätzlich in Blindenschrift veröffentlicht.
- Tatort Familie, Ensslin und Laiblin, Reutlingen 1982, ISBN 3-7709-0502-4
- Treffpunkt Internat, Ensslin und Laiblin, Reutlingen 1983, ISBN 3-7709-0537-7
- Der Blitz am Ferienhimmel, Ensslin und Laiblin, Reutlingen 1984, ISBN 3-7709-0562-8
- Eine Klasse mit Pfiff, Ensslin und Laiblin, Reutlingen 1986, ISBN 3-7709-0602-0
- Herztheater, Ensslin und Laiblin, Reutlingen 1987, ISBN 3-7709-0639-X
- Frei wie ein Vogel, Thienemann, Stuttgart 1989, ISBN 3-522-14400-7
- Mondmilch und Sonnentropfen, Thienemann, Stuttgart 1990, ISBN 3-522-14940-8
- Im Zauber des Labyrinths, Thienemann, Stuttgart 1992, ISBN 3-522-16828-3
- Der dritte Löwe, Thienemann, Stuttgart 1994, ISBN 3-522-16834-8
- Wir sind die Klasse vier, Thienemann, Stuttgart 1994, ISBN 3-522-16888-7
- Wir sind die Klasse fünf, mit Bildern von Eva Czerwenka, Thienemann, Stuttgart 1997, ISBN 3-522-17107-1
- Klasse Fünf und die Liebe, Thienemann, Stuttgart 1998, ISBN 3-522-17173-X
- Lieben verboten!, Thienemann, Stuttgart 1998, ISBN 3-522-17190-X
- Bühne frei für Klasse Drei, Thienemann, Stuttgart 1999, ISBN 3-522-17267-1
- Internat Sternenfels. Wilde Hummeln, Thienemann, Stuttgart 1999, ISBN 3-522-17300-7
- Internat Sternenfels. Die Superhexen, Thiemann, Stuttgart 2000, ISBN 3-522-17368-6
- Gruselnacht im Klassenzimmer, Thienemann, Stuttgart 2000, ISBN 3-522-17343-0
- Kanu, Küsse, Kanada, Thienemann, Stuttgart 2000, ISBN 3-522-17341-4
- Internat Sternenfels. Die Vollmondparty, Thienemann, Stuttgart 2001, ISBN 3-522-17443-7
- Zum Geburtstag Gänsehaut, Thienemann, Stuttgart 2001, ISBN 3-522-17422-4
- Liebe, Mails und Jadeperlen, Thienemann, Stuttgart 2001, ISBN 3-522-17454-2
- Liebe, List und Andenzauber, Thienemann, Stuttgart 2002, ISBN 3-522-17525-5
- Mutprobe im Morgengrauen, mit Bildern von Barbara Scholz, Thienemann, Stuttgart 2002, ISBN 3-522-17503-4
- Liebe, Sand und Seidenschleier, Thienemann, Stuttgart 2003, ISBN 3-522-17609-X
- Klassensprecher der Spitzenklasse, mit Bildern von Jürgen Rieckhoff Thienemann, Stuttgart 2003, ISBN 3-522-17584-0
- Coole Küsse, Meer und mehr, Thienemann, Stuttgart 2004, ISBN 3-522-17675-8
- Küsse, Kompass, Kerzenschein, Thienemann, Stuttgart 2005, ISBN 3-522-17711-8
- Schule, Ballett und erster Kuss, Thienemann, Stuttgart 2005, ISBN 3-522-17762-2
- Schule, Ballett und Dornröschenkuss, Thienemann, Stuttgart 2006, ISBN 3-522-17841-6
- Küsse mit Zimt, Thienemann, Stuttgart 2006, ISBN 3-522-17845-9
- Klassensprecher auf heißer Spur, mit Bildern von Charlotte Panowsky, Thienemann, Stuttgart 2006, ISBN 3-522-17811-4
- Klassensprecher für alle Fälle, mit Bildern von Charlotte Panowsky, Thienemann, Stuttgart 2007, ISBN 3-522-17907-2
- Schule, Ballett und Handykuss, Thienemann, Stuttgart 2007, ISBN 3-522-17973-0
- Liebe für Fortgeschrittene, Knaur, München 2008, ISBN 3-426-63534-8
- My Story. Streng geheim. Doppelt verliebt hält besser, cbj, München 2008, ISBN 978-3-570-13465-8
- Liebe, Ski und Schneegestöber, Thienemann, Stuttgart 2008, ISBN 978-3-522-18105-1
- Mittsommernachtskuss, Thienemann, Stuttgart 2009, ISBN 978-3-522-50074-6
- Aller guten Jungs sind drei, cbj, München 2009, ISBN 978-3-570-13573-0
- Frauen mit Feinschliff, Knaur, München 2009, ISBN 978-3-426-63535-3
- Klasse Fünf ist große Klasse, Carlsen, Hamburg 2009, ISBN 978-3-551-35542-3
- Red Hot Curry, Rowohlt, Reinbek bei Hamburg 2010, ISBN 978-3-499-21559-9
- Die Liebeslüge, cbj, München 2010, ISBN 978-3-570-13873-1
- Wintertraum und Weihnachtskuss: Eine Liebesgeschichte in 24 Kapiteln. Mit Illustrationen von Tina Schulte, cbj, München 2010, ISBN 978-3-570-13971-4
- Zippi – doppelt verliebt hält besser, cbj, München 2011, ISBN 978-3-570-40061-6
- Bubenspitzle im Angebot. Roman, Silberburg, Tübingen und Lahr/Schwarzwald 2011, ISBN 978-3-8425-1149-1
- Ich kann schon alleine lesen – Eine Freundin für Emma, cbj, München 2011, ISBN 978-3-570-15358-1
- Die Liebesrache, cbj, München 2011, ISBN 978-3570138885
- Wintertraum und Weihnachtskuss: Eine Liebesgeschichte in 24 Kapiteln, cbj, München 2012, ISBN 978-3-570-40158-3
- Unterwegs im Viertelestakt. Roman, Silberburg, Tübingen und Lahr/Schwarzwald 2013, ISBN 978-3-8425-1243-6
- Alpenglühen für Anfänger, cbj, München 2013, ISBN 978-3-570-40182-8
- Ein Dackel in der Schultüte, cbj, München 2013, ISBN 978-3-570-22384-0
- Lichterglanz und Weihnachtsflirt: Eine Liebesgeschichte in 24 Kapiteln, cbj, München 2014, ISBN 978-3-570-15845-6
- Weihnachtsglanz und Liebeszauber: Eine Liebesgeschichte in 24 Kapiteln, cbj, München 2014, ISBN 978-3-570-40252-8
- Engelskuss und Weihnachtstraum: Eine Liebesgeschichte in 24 Kapiteln, cbj, München 2015, ISBN 978-3-570-40310-5
- Schneeballflirt und Weihnachtszauber: Eine Liebesgeschichte in 24 Kapiteln, cbj, München 2016, ISBN 978-3-570-40207-8
- Das Flüstern der Vergangenheit, dotbooks, München 2013, ISBN 978-3-95520-112-8
- Schülerstreich und Lehrerschreck – Band 1: Bühne frei für Klasse Drei, dotbooks, München 2014, ISBN 978-3-95520-672-7
- Schülerstreich und Lehrerschreck – Band 2: Wir sind die Klasse Vier, dotbooks, München 2014, ISBN 978-3-95520-673-4
- Schülerstreich und Lehrerschreck – Band 3: Wir sind die Klasse Fünf, dotbooks, München 2014, ISBN 978-3-95520-708-3
- Schülerstreich und Lehrerschreck – Band 4: Klasse Fünf und die Liebe, dotbooks, München 2014, ISBN 978-3-95520-709-0
- Internat Sternenfels – Band 1: Wilde Hummeln, dotbooks, München 2014, ISBN 978-3-95520-597-3
- Internat Sternenfels – Band 2: Die Superhexen, dotbooks, München 2014, ISBN 978-3-95520-596-6
- Internat Sternenfels – Band 3: Die Vollmondparty, dotbooks, München 2014, ISBN 978-3-95520-595-9
- Die Grundschul-Detektive – Band 1: Klassensprecher der Spitzenklasse, dotbooks, München 2014, ISBN 978-3-95520-756-4
- Die Grundschul-Detektive – Band 2: Klassensprecher auf heißer Spur, dotbooks, München 2014, ISBN 978-3-95520-754-0
- Die Grundschul-Detektive – Band 3: Klassensprecher für alle Fälle, dotbooks, München 2014, ISBN 978-3-95520-755-7
- Emil und seine Freunde – Band 1: Gruselnacht im Klassenzimmer, dotbooks, München 2014, ISBN 978-3-95520-122-7
- Emil und seine Freunde – Band 2: Zum Geburtstag Gänsehaut, dotbooks, München 2015, ISBN 978-3-95520-892-9
- Emil und seine Freunde – Band 3: Mutprobe im Morgengrauen, dotbooks, München 2015, ISBN 978-3-95520-893-6
- Schneeballflirt und Weihnachtszauber: Eine Liebesgeschichte in 24 Kapiteln, dotbooks, München 2016, ISBN 978-3-95824-920-2
- Kanu, Küsse, Kanada: Erster Roman der Mimi-Reihe, dotbooks, München 2016, ISBN 978-3-95824-726-0
- Liebe, Mails & Jadeperlen: Zweiter Roman der Mimi-Reihe, dotbooks, München 2016, ISBN 978-3-96148-000-5
- Liebe, List & Andenzauber: Dritter Roman der Mimi-Reihe, dotbooks, München 2016, ISBN 978-3-95824-736-9
- Liebe, Sand & Seidenschleier: Vierter Roman der Mimi-Reihe, dotbooks, München 2016, ISBN 978-3-95824-737-6
- Coole Küsse, Meer & mehr: Fünfter Roman der Mimi-Reihe, dotbooks, München 2016, ISBN 978-3-95824-743-7
- Küsse, Kompass, Kerzenschein & Mittsommernachtskuss – Sechster Roman der Mimi-Reihe, dotbooks, München 2016, ISBN 978-3-95824-744-4
- Schneeballflirt und Weihnachtszauber. Eine Liebegeschichte in 24 Kapiteln, dotbooks, München 2016, ISBN 978-3-95824-920-2
- Lieben verboten, dotbooks, München 2016, ISBN 978-3-95824-708-6
- Vier Frauen und eine SMS, dotbooks, München 2017, ISBN 978-3-95824-645-4
- Vier Frauen und ein Feuerwerk, dotbooks, München 2017, ISBN 978-3-95824-670-6
- Vier Frauen und ein Baby, dotbooks, München 2017, ISBN 978-3-95824-752-9
- Vier Frauen und ein Garten, dotbooks, München 2017, ISBN 978-3-95824-773-4
- Die Geheimnisse der Sommerfrauen, dotbooks, München 2017, ISBN 978-3-96148-092-0
- Immer wieder Maja. Roman, Silberburg, Tübingen und Lahr/Schwarzwald 2017, ISBN 978-3-8425-2024-0
- Roter Wein mit Brombeernote, dotbooks, München 2018, ISBN 978-3-96148-265-8